# Hönsäters Sjöskog
Hönsäters sjöskog är ett naturreservat inom Kinnekulle naturvårdsområde i Götene kommun i Västergötland.
Området är skyddat sedan 2007 och omfattar 26 hektar. Det ligger på platåberget Kinnekulles norra sida intill sjön Vänerns strand strax väster om orten Hällekis. 

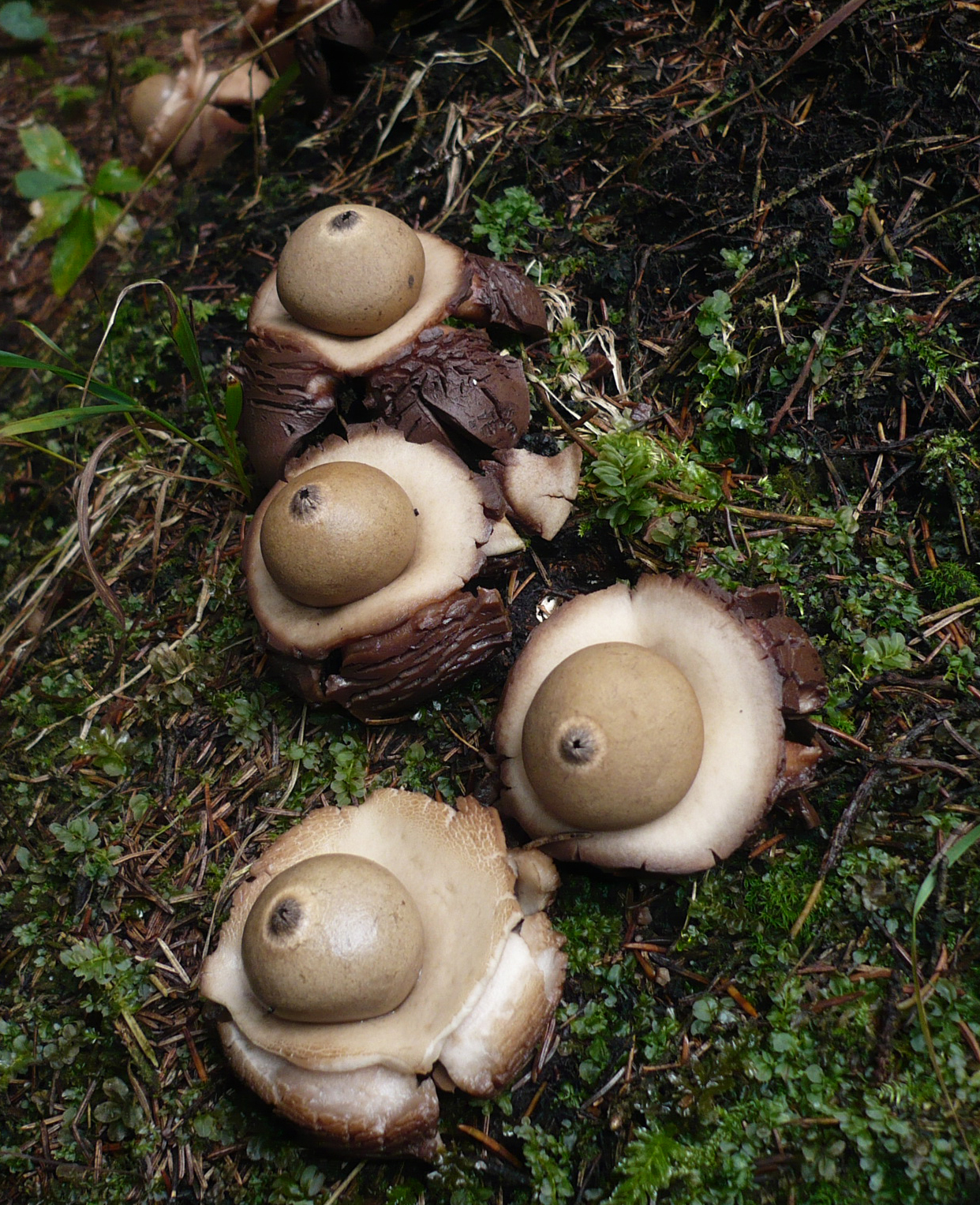
Kragjordstjärna

I detta naturreservat ska träd och skog få stå orört under lång tid. Där ska granar och tallar få stå i flera hundra år. Fågellivet är rikt på sommaren och fram på hösten förekommer en mängd olika svampar där jordstjärnan kan nämnas. Längs Vänerns strand finns inslag av björk, klibbal och andra lövträd. Död ved förekommer i relativt god omfattning inom reservatet. Jordmånen är kalkrik och arter som tvåblad och sårläka kan hittas. I branta partier har även de rödlistade arterna skogssvingel och strävlosta noterats.
Till reservatet finns en markerad vandringsled från Hällekis järnvägsstation.
Hönsäters Sjöskog ingår i EU:s nätverk av skyddade områden, Natura 2000.